# Inter Club Brazzaville
L'Inter Club Brazzaville és un club de futbol congolès de la ciutat de Brazzaville.
Els seus colors són el vermell i el groc. És el club dels militars.

## Palmarès
- Lliga de la República del Congo de futbol:[2]
  - 1988, 1990
- Copa de la República del Congo de futbol:[3]
  - 1978, 1985, 1987